# فريمان وايت
فريمان وايت (بالإنجليزية: Freeman White)‏ هو لاعب كرة قدم أمريكية ولاعب كرة القدم الكندية أمريكي، ولد في 17 ديسمبر 1943 في مونتغومري في الولايات المتحدة.

## وصلات خارجية
- فريمان وايت على موقع مرجع كرة القدم المحترفة.كوم (الإنجليزية)
- فريمان وايت على موقع JustSportsStats.com (الإنجليزية)